# Ferdinand von Lütgendorff-Leinburg
Ferdinand Theodor Karl, svobodný pán von Lütgendorff-Leinburg (24. ledna 1785 Würzburg, 28. dubna 1858 Würzburg) byl německý malíř a grafik období klasicismu a romantismu, který žil kromě Bavorska po dvě desetiletí v Rakouské říši, zejména v Karlových Varech, Praze, Bratislavě a ve Vídni.

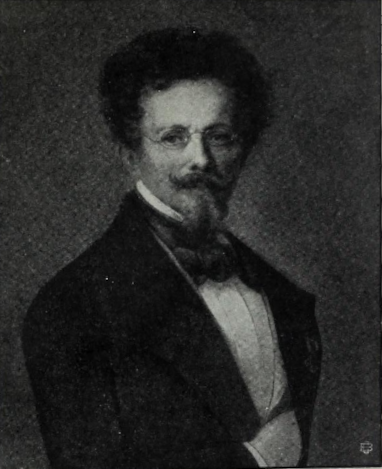
Portrét Ferdinanda von Lütgendorffa

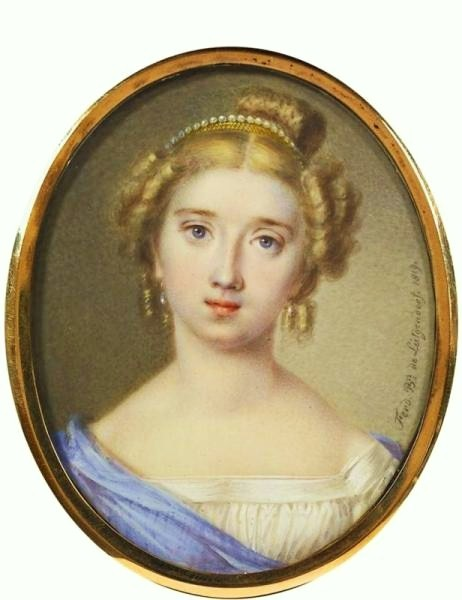
Jekatěrina Vasilčikovová-Lužina

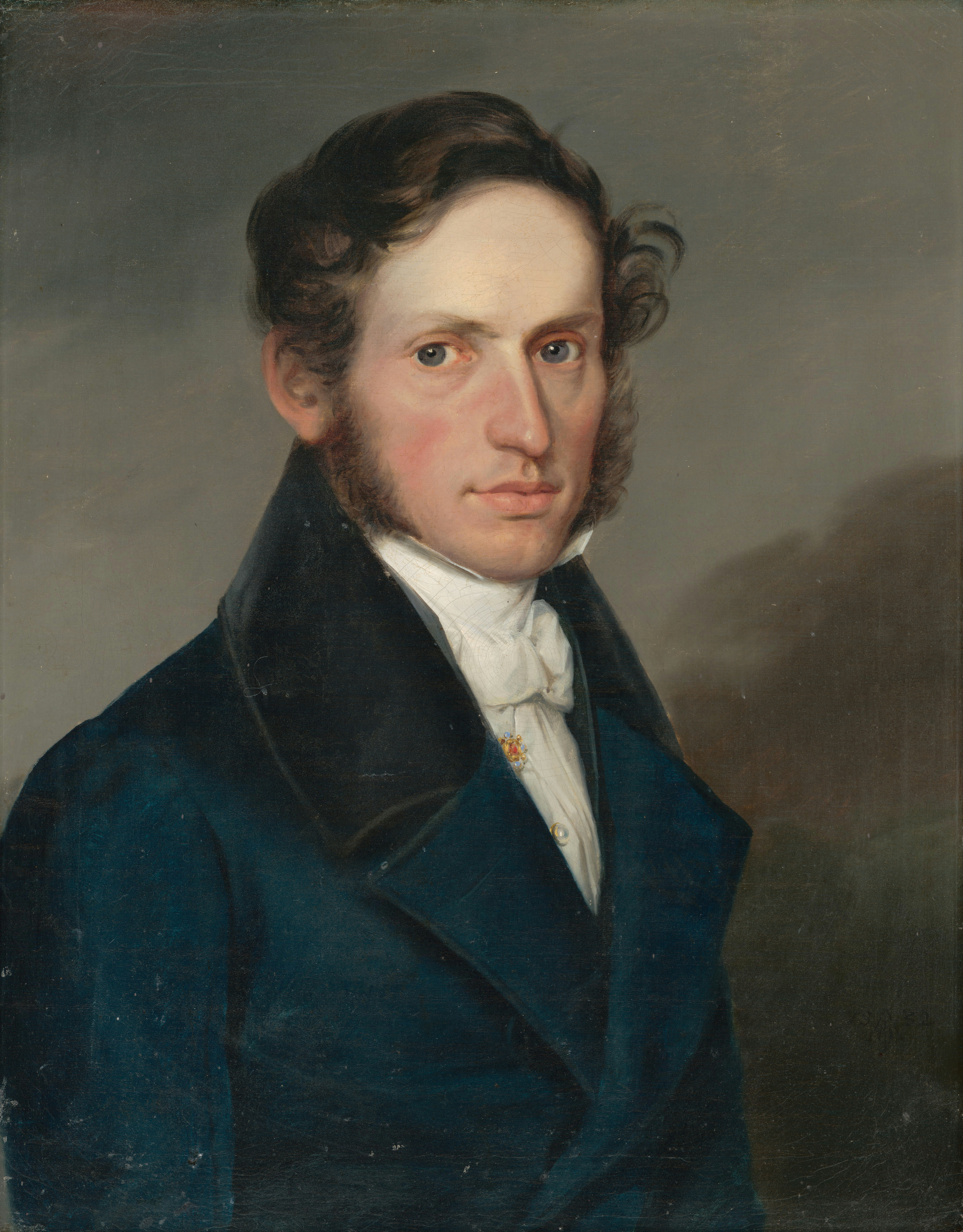
Muž v modrém redingotu, 1823-1830, SNG Bratislava

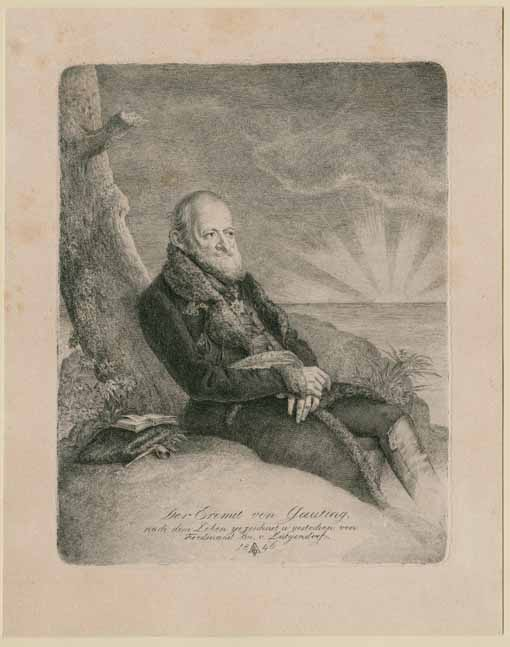
Theodor von Hallberg-Broich

## Život
Ferdinand von Lütgendorff pocházel ze šlechtické rodiny, původem snad z Vestfálska, z bavorské rodové linie, od 17. století usazené v okolí Würzburgu. Tam se narodil jako syn důstojníka Carla Friedricha Augusta von Lütgendorffa (1746–1809) a jeho druhé manželky Marie Maximiliány, rozené svobodné paní von Lerchenfeld-Aham (1758-1830). Z otcova prvního manželství měl dvě nevlastní sestry a vlastní mladší sestru Franzisku, která se provdala za malíře Davida Sulzera. Na rozdíl od svých aristokratických předků a současníků si nezvolil kariéru důstojníka ani dvorského úředníka, ale umělce. Vliv na něj měl rodinný přítel, malíř Johann Georg Edlinger (1741–1819).
V roce 1786 se rodina přestěhovala do Mnichova a v letech 1894-1896 bydlela v Ambergu. V Mnichově Ferdinand v letech 1801−1803 studoval na Akademii výtvarných umění malbu a grafiku u profesorů Andrease Seidela a Josefa Haubera. Z té doby pochází jeho první mědirytina, portrét otce, signovaný již typickou spřežkou řeckých písmen AF, kde alfa tvoří stříšku pro fí. V roce 1803 odejel na další studia do Vídně, v letech 1805−1810 tam pokračoval ve studiu na Akademii výtvarných umění u Heinricha Friedricha Fügera až do roku 1810. Roku 1805 přerušil studia a jako dobrovolník narukoval do armády proti Napoleonovi. Jako velící důstojník polních myslivců sídlil v Niederstotzingenu, kde se zamiloval do dcery ubytovatele, Franzisky Karoliny a oženil se s ní. Roku 1807 po otcově vzoru vstoupil do zednářské lóže U tří šipek v Norimberku.
Roku 1810 pokračoval ve studijní cestě, prošel mj. švýcarskými městy Rorschach, St. Gallen. Když roku 1812 ovdověl, přesídlil ke svému příteli, profesoru lékařství Goldfussovi do Erlangenu, kde na univerzitě získal titul magistra umění a doktorát z filosofie. Se sestrou Friderikou Golfusovou se počákem roku 1813 oženil.
V roce 1813 přesídlil za zakázkami do Čech, usadil se v sezóně v Karlových Varech, kde jako portrétní malíř a grafik vyvolal velký zájem lázeňských hostů. Velkou popularitu vyvolal posmrtný portrét francouzského generála Jeana Victora Moreaua, který právě po zranění zemřel v Lounech a Lütgendorff obraz namaloval na objednávku cara Alexandra II. Roku 1813 již v listopadu rodina bydlela na Nových zámeckých schodech v Praze, kde se narodil prvorozený syn August Max. Prostřednictvím svého přítele, hudebního skladatele Karla Mariu von Webera se spřátelil se společností Stavovského divadla, vznikly nejméně čtyři portréty, pravděpodobně nezvěstné nebo dosud neidentifikované.
Dále Lütgendorff cestoval mimo jiné do Teplic a Drážďan, nejméně do roku 1822 měl ateliér v Praze, kde portrétoval českou šlechtu a příslušníky důstojnického sboru. Kromě olejomaleb užíval techniku akvarelu, kreslil, dělal knižní ilustrace technikami mědirytu, leptu a litografie. Například v roce 1816 v Praze vytvořil 12 mědirytů - ilustrací na modrém tónovaném papíře jako přílohy k baladám a romancím Friedricha Schillera, úspěšný tisk byl vydán podruhé roku 1829.
Dále v letech 1824-1840 přicestoval do Bratislavy a do Vídně, v obou městech žil dlouhodobě. Nějaký čas žil v Prusku, kde v roce 1836 otevřel soukromou malířskou školu. Lütgendorf rád a každoročně cestoval po střední Evropě až do roku 1855, kdy se vrátil do rodného Würzburgu, kde dožil a 28. dubna 1858 zemřel.

## Rodina
- 1. manželka: Franziska Karolina Bersinger (1785-1812) z Niederstotzingenu, sňatek r. 1806: dcery Emilie (1808-1869) a Johanna (1809-1896)
- 2. manželka: Friderike Goldfuss z Erlangenu, sňatek r. 1813: 3 děti přežili do dospělosti:
  - August Max Ferdinand (13.11.1813 Praha-1852 Rusko), c. a k. voják, padl v Rusku jako hejtman;
  - Marie Filipína (1823-1846)
  - Otto Gottfried von Lütgendorff-Leinburg (1825 Vídeň-1893) doktor filozofie, básník a překladatel[3]
- vnuk Willibald Leo (1856-1937) vydal monografii svého dědečka-malíře se soupisem díla.
- snacha Anna (*1818), vdova po c. k. hejtmanovi, bydlela se čtyřmi dětmi v Praze asi od roku 1851,[4].

## Dílo
Lütgendorff patřil k nejpilnějším výtvarníkům své doby. Soupis jeho díla, publikovaný vnukem Willibaldem, čítá 3 028 položek. Portréty v něm zaujímají největší místo. Dochovaly se z nich nejméně čtyři desítky, mnohé další jsou nezvěstné nebo neidentifikované, protože místo podpisu mají jen šifru af, která mohla zaniknout nebo být přemalována. Portréty mají zprvu klasicistní kompozici, později bývaly laděny do idylického stylu biedermeieru druhé čtvrtiny 19. století, grafické portréty jsou drobnopisné a většinou realistické.
Od 30. let 19. století se Lürgendorff více věnoval malbě náboženských témat. Oltářní obrazy maloval často v novobarokním stylu, pro slovenské a uherské kostely jich namaloval nejméně patnáct. V posledních letech tvorby maloval také vývěsní štíty obchodů a kreslil drobnou devoční grafiku.

### Obrazy
- Album de la Noblesse (1812-1821) − portréty osobností společenského, politického a kulturního života v Čechách (nejen rodem Čechů, ale i hostů); asi 30 obrazů, olejomalby nebo akvarely, podle nich často grafické listy
- Portrét generála Jeana Victora Moreaua na smrtelné posteli v Lounech; 1813; objednávka ruského cara Alexandra II.[5]
- Portrét hudebního skladatele Karla Marii von Webera, Praha 1814, (nezvěstný?)
- Portrét Johanna Karla Liebicha, ředitele Stavovského divadla v Praze, (nezvěstný), 1814-1815
- Portrét Františka Antonína hraběte Kolowrata-Libštejnského, akvarel, Praha 1815 [6]; litografie repro in: G.J. Dlabacž, Künstlerlexikon, Praha 1815
- Portrét polního maršála, knížete Karla Filipa ze Schwarzenbergu pro slavnostní sál na Střeleckém ostrově v Praze, nezvěstný?, 1814-1815
- Portrét herečky Bredové v operní roli princezny z Eboli ve Stavovském divadle v Praze, 1814-1820
- Portrét Jekatěriny Ilarionovny Vasilčikovové, později provdané Lužinovové, Karlovy Vary 1819
- Autoportréty z let 1807, 1825, kolem 1835
- Smrt polního maršála, Charlese de Ligne, 14. září 1792 na bitevním poli u Roux-au-Bois, akvarel, nedochovaný.[7]
- Protějškové portréty saského chemika a podnikatele Fridricha Christiana Fikentchera a jeho manželky
- Album (1823-1830?) − portréty osobností společenského, politického, náboženského a kulturního života na Slovensku
- Muž v modrém redingotu, 1823-1830, SNG Bratislava
- Dáma v klobouku s chocholem z pštrosího peří, 1828, (aukce Dorotheum Vídeň 2016)
- Důstojník v uniformě dragouna
- Oltářní obraz v kostele sv. Ladislava v Bratislavě, 1830
- Oltářní obraz v kapli sv. Jana kostela františkánů v Bratislavě
- Oltářní obraz v Mariánském kostele v Banské Štiavnici
- Dáma s perlovým náhrdelníkem, 1834, SNG Bratislava
- Dáma před zrcadlem, 1834, Muzeum Würzburg
- Vývěsní štít Köszeghiho cukrárny v Bratislavě, olej, 1825, Galerie města Bratislavy [8]

### Grafika
- Portrét Johanna Karla Liebicha, ředitele Stavovského divadla v Praze, lept, 1814-1815 [9]
- Výstup na Jelení skok v Karlových Varech, grafický list z alba, kolem 1828
- Portrét Františka Josefa z Klebelsbergu z profilu, kolem 1820[10]
- Portrét nitranského biskupa Josefa Vuruna, 1830-1838
- Portrét cestovatele, poustevníka a spisovatele barona Theodora von Hallberg-Broich († 1862)